# Platymiscium pinnatum
Platymiscium pinnatum är en ärtväxtart som först beskrevs av Nikolaus Joseph von Jacquin, och fick sitt nu gällande namn av Armando Dugand. Platymiscium pinnatum ingår i släktet Platymiscium och familjen ärtväxter. Utöver nominatformen finns också underarten P. p. polystachyum.

## Bildgalleri